# Ельза Скіапареллі
Ельза Луїза Марія Скіапареллі (10 вересня 1890 , Рим  — 13 листопада 1973 , VIII округ Парижа і Париж ) — італійська модельєрка, дизайнерка прикрас, підприємиця. Разом з Коко Шанель, своєю найбільшою суперницею, вважається однією з найвідоміших діячів моди між двома світовими війнами. Її клієнтки включали спадкоємицю Дейзі Феллес і акторку Мей Вест. Співпрацювала з Сальвадором Далі.

## Раннє життя
Народилася в Палаці Корсіні, Рим. Її мати, Марія-Луїза, була неаполітанською аристократкою. Її батько, Селестіно Скіапареллі, був вченим з багатьма сферами інтересів. Він також обіймав посаду декана Римського університету. Його брат, астроном Джованні Скіапареллі, відкрив так звані каналі або марсіанські канали, і молодий Скіапарелі часто вивчав небеса зі своїм дядьком. Двоюрідний брат братів Ернесто Скіапареллі був відомим єгиптологом, який відкрив могилу Нефертарі і був директором музею Егізіо в Турині.
Культурний фон і ерудиція членів сім'ї слугували запалюванню уяви дитячих років Скіапареллі. Вона захопилася знанням стародавніх культур і релігійних обрядів. Ці джерела надихали її на написання віршів під назвою «Аретуса» на основі давньогрецького міфу про полювання. Зміст її творів насторожив консервативні почуття її батьків, які прагнули приручити її фантастичне життя, пославши її до школи-інтернату в Швейцарії. Опинившись у межах школи, Скіапареллі повстала проти її суворої влади, оголосивши голодування, залишивши батьків без альтернативи, крім повернути її додому.
Скіапареллі була незадоволена способом життя, який у той час був вишуканим і комфортним. Її тяга до пригод і розвідки ширшого світу призвела до того, що вона вжила заходів, щоб виправити це, і коли один друг запропонував їй посаду доглядальниці за сиротами в англійському заміському будинку, побачила можливість виїхати.

### Шлюб з аферистом
Скіапареллі втекла до Лондона, щоб уникнути шлюбу з наполегливим женихом, багатим росіянином, якого пропонували її батьки. У Лондоні Скіапареллі, яка захоплювалася психічними явищами з дитинства, відвідала лекцію про теософію. Лектором цієї ночі був Віллем де Вендт, також відомий як Віллі Вендт і Вілхем де Керлор. Він легально змінив своє ім'я в Англії на Вільгельма Фредеріка Вендта де Керлора, поєднання прізвища батька і дошлюбного прізвища матері.  Вендт мав винахідницьку саморекламу, насправді шахрай, який стверджував, що мав психічні сили й численні академічні повноваження. Він альтернативно і одночасно презентував себе як детективний і кримінальний психолог, лікар і викладач. Скіапареллі привернулася до харизматичного шарлатана, і вони стали займатися вже наступного дня. Вони одружилися незабаром після цього в Лондоні 21 липня 1914 року, Скіапареллі було 23, чоловіку 30. Він намагався заробляти на життя, звеличуючи свою репутацію практикуючого екстрасенса, оскільки пара жила в основному на весільному посагу і на допомогу багатих батьків Скіапареллі. Скіапареллі грала роль помічниці свого чоловіка і сприяла просуванню його шахрайських схем. У 1915 році подружжя було змушене залишити Англію після того, як він був депортований після засудження за те, що практикував ворожіння. Згодом вони пережили перипатетичне існування в Парижі, Каннах, Ніцці та Монте-Карло, перед тим, як навесні 1916 року виїхали до Америки.
Де Керлор висадився в Нью-Йорку, спочатку перебуваючи в видатному готелі «Бревурт» у Гринвіч-Вілледж, а потім переїхав до квартири над Café des Artistes біля західного Центрального парку. Орендував офіси, щоб розмістити своє нещодавно відкрите «Бюро психології», де сподівався досягти слави і багатства завдяки своїй паранормальній та консультативній роботі. Ельза виступала його помічницею, забезпечуючи канцелярську підтримку, надання газетам сенсацій, завоювання слави та привітання. У цей період де Керлор потрапив під нагляд Бюро розслідування Федерального уряду (BOI), попередника Федерального бюро розслідувань (ФБР), не тільки за його сумнівну професійну практику, але й за підозрою в укритті антибританських і пронімецьких у воєнний час. До 1917 року знайомство де Керлора з журналістами Джоном Рідом і Луїзою Браянт позиціонувало його на урядовому радарі як можливого більшовицького союзника і комуністичного революціонера. Намагаючись уникнути безперервного стеження, де Керлор у 1918 р. втік до Бостона, де вони продовжували свою діяльність, як це робили в Нью-Йорку. Де Керлор зробив необережні допуски слідчого ВОІ в підтримці Російської революції і пішов настільки далеко, щоб визнати асоціацію з горезвісним анархістом, а Скіапареллі заявила, що вона навчає італійців у Бостоні на принципах більшовизму і що вона могла зібрати вибухові пристрої. Обидва не зазнали переслідування чи депортації, влада прийшла до висновку, що таке вільне визнання є більш показовим для нерозумних висловлювань, ніж свідчення осіб, які становлять загрозу суспільству.
Майже відразу після народження доньки Марії Луїзи Івонн Радхи (на прізвисько «Гого») 15 червня 1920 року чоловік виїхав, залишивши Скіапареллі з новонародженою. У наступні роки, коли Гого запитала матір про відсутнього батька, їй сказали, що він помер. Скіапареллі не намагалась повернути чоловіка або шукати підтримку для себе і доньки. У 1921 році 18-місячній Гого було поставлено діагноз поліомієліту, який виявився стресовим і тривалим викликом для матері та дитини. Роки пізніше Гого згадувала про свої перші роки у гіпсових відливаннях і на милицях, з відсутністю матері, яку ледве бачила. Побоюючись, що чоловік намагатиметься отримати законний догляд над Гого, прізвище доньки було законно змінено на Скіапареллі до їхнього повернення до Франції в 1922 році.
Скіапареллі в значній мірі спиралася на емоційну підтримку її близької подруги Габріель «Габі» Буффе-Пікабіа, дружини дада / сюрреалістичного художника Пікабіа, яку вперше зустріла на борту судна під час трансатлантичного переходу в Америку в 1916 році. Після дезертирства чоловіка Скіапареллі повернулася до Нью-Йорка, що вабив її духом свіжих починань і культурної вібрації. Її інтерес до спіритизму перетворився на близькість до мистецтва дада і сюрреалістичних рухів, а її дружба з Габі Пікабіа сприяла вступу до цього творчого кола, до якого належали Ман Рей, Марсель Дюшан, Альфред Штігліц та Едуард Штайхен. Хоча офіційно все ще одружена, Скіапареллі мала коханця, оперного співака Маріо Лорантія, але ці стосунки були перервані після смерті Лоренті в 1922 році після раптової хвороби. У той час, коли вони були разом, де Керлор нібито був з танцюристкою Айседорою Дункан і акторкою Аллою Назімовою.

## Співпраця з Сальвадором Далі
Дизайни Скіапареллі, створені у співавторстві з Сальвадором Далі, є одними з найвідоміших у її спадщині. Документально підтверджена співпраця у створенні таких моделей, як капелюх-туфля і сукні з омаром, «сльози» і скелет. Істотний вплив Далі справив на проєкт капелюха з котлетою з баранини і костюм 1936 року з кишенями, що імітують комод. Далі - автор ідеї створення пудрениці для Скіапареллі у формі телефонного диска.
- Сукня з омаром[31]. Проста біла шовкова вечірня сукня з малиновим поясом, на якому було зображення великого омара, що повторювало малюнок Далі на спідниці. Сукня була на герцогині Віндзорській Волліс Сімпсон під час фотосесії, зробленої фотографкою Сесіль Бітон у Шато-де-Конде незадовго до її весілля з Едуардом VIII.
- Сукня «сльози»[32]. Тонка блідо-синя вечірня сукня з малюнком Далі з рваних сліз, з вуаллю завдовжки до стегна зі «справжніми» сльозами, акуратно вирізаними й викладеними рожевим і пурпуровим, стала частиною колекції «Цирк» у лютому 1938 року. Модель була покликана створити ілюзію розірваної плоті тварин, а сльози зображували хутро на зворотному боці тканини і припускали, що сукня була зроблена зі шкур тварин, вивернутих навиворіт. Фігури в рваному, обтислому одязі, що натякають на розірвану плоть, з'явилися на трьох картинах Далі ще 1936 року, одна з яких, «Некрофільна весна», належала Скіапареллі.
- Сукня-скелет[33]. Далі допомагав Скіапареллі розробити скандальну сукню-скелет для колекції "Цирк". Це строго чорна сукня з крепу, в якій використовували стьобані клапті білої тканини для створення імітації малюнка м'яких ребер, хребта і кісток ніг.
- Капелюх-туфля[34]. 1937 року Далі накидав ескізи капелюха-туфлі для Скіапареллі, який вона представила у своїй колекції Осінь / Зима 1937-1938. Капелюх, що має форму туфлі на високих підборах, мав п'яту, що стояла прямо вгору, а носок був нахилений до чола користувача. Цей капелюх носили муза Далі Гала, сама Скіапареллі і Дейзі Феллоуз, редакторка французького Harper's Bazaar.

1946 року Дім Скіапареллі випустив у розкішному флаконі аромат Le Roy Soleil (Король-Сонце). На прохання Ельзи Далі накидав ескіз навершя пробки флакона у вигляді сонячного лику, що надало виробу неповторного вигляду.
Далі згадував у «Щоденнику одного генія»: «...Те ж саме сталося у мене з Коко Шанель і Ельзою Скіапареллі, які вели між собою громадянську війну через моду. Я снідав з однією, потім пив чай з іншою, а до вечора знову вечеряв з першою. Усе це викликало бурхливі сцени ревнощів».